# Poselství z vesmíru
Poselství z vesmíru je název českého výboru z vědeckofantastických povídek amerického spisovatele Clifforda D. Simaka. Knihu vydalo roku 1990 nakladatelství Albatros jako 189. svazek své edice Knihy odvahy a dobrodružství. Výbor uspořádal a povídky přeložil Jiří Šmíd.

## Seznam a obsah povídek výboru
- Přistěhovalec (1954, Immigrant). Selden Bishop cestuje na planetu Kimon, což je umožněno jen málokomu. Každý, kdo se tam chce dostat, musí mít velké IQ, musí dlouhá léta studovat a nakonec složit zkoušky u nichž projde jen jeden z tisíce. Z Kimonu se nikdy nikdo nevrátil, diplomatické styky nebyly navázány, informace o planetě, jejích obyvatelích a kultuře jsou velmi sporé, ale planeta je všeobecně považována za vesmírné eldorádo, zemi snů, blahobytu a hojnosti. Na Kimonu Bishop zjistí, že Kimoňané jsou telepati a lidi zde chovají pro své pobavení. Nikdo z pozemšťanů to nikdy nepřiznal, aby neutrpěla jeho hrdost.
- Projekt Kelly (1961, Shotgun Cure). Hodní mimozemšťané nabídnou doktoru Kellymu vakcínu, která vyléčí všechny nemoci. Brzy se projeví, že mimozemšťané za nemoc považují i lidskou inteligenci. Kelly pouze neví, zda mimozemšťané chtějí omezit schopnost člověka zničit sama sebe, nebo mají v úmyslu oslabit lidstvo před chystanou invazí.
- Smutkem opilý (1960, Crying Jag). Mimozemšťan se opíjí lidským smutkem a neštěstím jako lidé alkoholem. Využívá k tomu to, že lidé hrozně rádi o svých neštěstích vyprávějí.
- Dvojník (1951, The Duplicate Man), povídka vyšla také pod názvem The Night of the Puudly (Poodlí noc) nebo Good Night, Mr. James (Dobrou noc pane Jamesi). Pod názvem Poodlí noc vyšla povídka roku 1977 v časopise Světová literatura v překladu Jindřicha Smékala. Jde v podstatě o hororový příběh, ve kterém je vytvořena kopie zaměstnance zoologické zahrady a psychologa zabývajícího se bytostmi z jiných světů Hendersona Jamese, která má za úkol zničit nejkrvežíznivější a nejnezávistnější stvoření, jež bylo dosud v Galaxii objeveno, a které bylo z Jamesova popudu nezákonně propašováno na Zem. Mozek poodly je zcela ovládán pudem sebezáchovy proti všem, kdo se octnou v jeho blízkosti, a to tak, že každou jinou živou bytost je třeba zabít. Nyní se chystá na Zemi rozmnožit a potomci z tohoto a dalších vrhů by mohli celé pozemské obyvatelstvo vyvraždit. Podaří se mu poodly zastřelit, ale ta mu sdělí, že je dvojníkem, což se nikdy neměl dozvědět. Nechá místo sebe zničit pravého Jamese a pak se dozví, že jako dvojník má v sobě smrtící jed, který jej do čtyřiadvaceti hodin zahubí.
- Smrt v domě (1959, A Death in the House). Mimozemšťana, který ztroskotá na Zemi na chátrající farmě, se ujme dobrosrdečný farmář. Bytost je zřejmě zraněná nebo nemocná a do rána zemře. Farmář ji pohřbí, na hrobě brzy vyroste zvláštní rostlina, ze které se vyloupne nový mimozemšťan. Tomu se za pomoci farmářových stříbrných dolarů podaří opravit svou vesmírnou loď.
- Soused  (1954, Neighbour). Vypravěč povídky zjistí, že jeden z jeho blízkých sousedů v Mývalím údolí je mimozemšťan. Má to své výhody, neboť zde neexistují nemoci, počasí je ideální a úroda vždycky dobrá a žádný podomní obchodník ani pojišťovací agent nemůže údolí najít.
- Všechny pasti Země (1960, All the Traps of Earth). Domácímu robotovi Richardu Danielovi se podaří po úmrtí svých pánů utéct před sešrotováním. Přichytí se na trupu startující kosmické lodi a dostane se s ní do vesmíru. Díky skoku hyperprostorem získá zvláštní schopnost zobrazit si schéma čehokoliv (vesmírné lodi, robota i člověka) a zničit to, nebo to opravit.